# École nationale supérieure des arts appliqués et des métiers d'art
 (septembre 2013).
Si vous disposez d'ouvrages ou d'articles de référence ou si vous connaissez des sites web de qualité traitant du thème abordé ici, merci de compléter l'article en donnant les références utiles à sa vérifiabilité et en les liant à la section « Notes et références ».
L’École nationale supérieure des arts appliqués et des métiers d'art (ENSAAMA) est un établissement public d'enseignement artistique et technique situé dans le 15e arrondissement de Paris, rue Olivier-de-Serres (parfois dénommée « École Olivier-de-Serres »).

## Historique
L'École nationale supérieure des arts appliqués et des métiers d'art est issue de l’École des arts appliqués à l’industrie, créée en 1922, et de l’École des métiers d’art, fondée en 1941, qui occupait les locaux de l'ancien hôtel Salé, rue de Thorigny, actuel musée Picasso.

### Enseignements
Dans la deuxième moitié du XIXe siècle, dans un contexte de forte rivalité dans la mise en place d'un enseignement technique et artistique dans le monde, une douzaine d’écoles professionnelles sont créées à Paris.
Parmi celles-ci, les écoles supérieures de dessin et de modelage pour garçons Germain Pilon et Bernard Palissy ouvrent en 1882, sur la décision de communaliser deux écoles libres de dessin situées respectivement rue Sainte-Elisabeth dans le 3e arrondissement et rue des Petits-Hôtels dans le 10e arrondissement, qui figuraient parmi les nombreux établissements privés de ce type qui rendaient de grands services aux ouvriers en leur apportant une qualification nécessaire en graphisme pour l'exécution de pièces décoratives à une époque où l'éclectisme se passionnait pour les styles et l'ornementation.
Cette décision, prise le 9 août 1882 par la Ville de Paris sur un rapport du conseiller municipal Sigismond Lacroix, a au moins deux raisons : d'une part, il s'agit de conférer un enseignement artistique plus complet, plus diversifié, qui corresponde aux avancées pédagogiques que l'on rencontre dans des pays industriels qui concurrencent directement la France dans le domaine du luxe, à savoir l'Angleterre et l'Allemagne ; d'autre part, elles cherchent à lutter, en même temps que les écoles Estienne et Boulle qui ouvrent dans les années suivantes, contre la crise économique qui sévit depuis près de dix ans et qui provoque la ruine de nombreuses industries d'art parisiennes.
Les deux écoles correspondent à des secteurs d'activité différents, qui sont en général pratiqués dans l'arrondissement où chacune d'entre elles est implanté. Elles portent les noms de célèbres artistes et artisans de la Renaissance française au 16e siècle.
L'école Germain Pilon est destinée à offrir aux ouvriers des principales branches de l’industrie artistique les connaissances qui leur sont nécessaires. On y enseigne les matières suivantes : dessin et modelage d’après le plâtre et d’après nature, constructions et dessin géométrique, perspective, anatomie, anatomie comparée, architecture, ameublement, composition décorative, analyse des styles, aquarelle.
Bernard Palissy, « une école professionnelle artistique », a pour but de former des « artistes habiles dans certaines industries, telles que la céramique, le verrerie et les émaux, la sculpture sur bois, marbre, ivoire, métaux, le dessin des étoffes et la peinture décorative ».
Très à l'étroit dans leurs locaux désuets, la Ville décide la construction d'un bâtiment neuf dans le quartier du Temple où elles seront fusionnées en une seule école. C'est un effort budgétaire conséquent, à une époque de montée en puissance des arts décoratifs qui stimule les pouvoirs publics à agir en faveur de ces derniers. Les travaux s'effectuent entre 1911 et 1913 mais sont interrompus par la Première Guerre mondiale.
Finalement, le chantier est achevé en 1922 et la nouvelle école ouvre en octobre 1923 rue Dupetit-Thouars à Paris sous le nom d’École des arts appliqués à l’industrie. Un directeur est nommé : Eugène Belville.
L'école participe aux différentes manifestations internationales avec les autres écoles d'arts appliqués de la Ville de Paris, comme l'Exposition internationale des arts décoratifs et industriels de 1925 et l'Exposition internationale des arts et techniques de 1937 (dans la lignée des institutions des arts industriels).
En 1941, dans un contexte de revalorisation de l'artisanat d'art, Camille Fleury crée le Centre d’apprentissage des arts et métiers au 10 rue du Parc-Royal à son retour de captivité en Allemagne. Dès 1942, il déménage à l’hôtel Salé, resté vacant depuis le départ pour la Gironde de son dernier locataire, le bronzier d'art Henri Vian (grand-père de Boris Vian). L'établissement devient le Centre de formation professionnelle des métiers d’art puis l’École des métiers d’art.
En 1956, Jacques Viénot crée le premier cours d’esthétique industrielle (design industriel) à l’École des arts appliqués à l’industrie, d'une durée d'abord d'un an, puis en deux ans dès 1961. À partir des années 1960, l'enseignement des « Arts A » s'oriente progressivement vers le supérieur.
En 1969, l’École des métiers d’art et l’École des arts appliqués à l’industrie s’installent rue Olivier-de-Serres dans le 15e arrondissement dans un nouveau bâtiment à l'architecture moderniste évoquant le Bauhaus de Dessau (une institution passée alors très en vogue), et deviennent, sous la direction de Pierre Theubet et Fleury, l’École nationale supérieure des arts appliqués et des métiers d’art. Elle demeure paradoxalement un lycée professionnel, relevant non plus de la Ville de Paris mais de l’Éducation nationale.

### Situation actuelle
L'ENSAAMA accueille dorénavant près de 700 élèves pour des formations et diplômes post-bac de métiers d'art et du design (DNMADE), et supérieurs (DSAA, Master), à caractère professionnel (Éducation nationale, Enseignement supérieur).
Un partenariat existe depuis 2011 avec le Comité Colbert de promotion de l'industrie française du luxe (aucun avec d'autres fédérations ou institutions professionnelles, absence de pépinière ou incubateur d'entreprise, d'association officielle des anciens étudiants ou alumni exhaustif)[C'est-à-dire ?].
C’est actuellement l'un des quatre établissements majeurs de Paris de préparation aux arts appliqués et métiers d'art, avec les écoles Boulle, Duperré et Estienne, qui possèdent toutes une solide renommée dans leurs domaines, fruit de leur ancienneté et de leur sélectivité.

## Diplômes
- DNMADE Espace - Architecture, médiation culturelle et patrimoine.
- DNMADE Espace - Habitat, mobilier et environnement.
- DNMADE Espace - Architecture, espaces publics et mobilité urbaine.
- DNMADE Évènement - Espace de communication, scénographies et dispositifs événementiels.
- DNMADE Graphisme - Édition & typographie imprimées et numériques.
- DNMADE Graphisme - Identité visuelle et stratégies de communication.
- DNMADE Matériaux - Création métal.
- DNMADE Matériaux - Laque.
- DNMADE Matériaux - Textile-couleur, matière, surface.
- DNMADE Numérique - Expériences narratives et interactives.
- DNMADE Objet - Design de produits et services.
- DNMADE Objet - Design de produits, objets d’exceptions et pratiques singulières.
- DNMADE Objet - Design de produits, usage, innovation et production(s).
- DNMADE Ornement - Fresque et arts du mur.
- DNMADE Ornement - Mosaïque.
- DNMADE Ornement - Vitrail.
- DNMADE Spectacle - Sculpture appliquée à l’espace scénique.
- DSAA Communication de marques.
- DSAA Design d’Espace.
- DSAA Graphisme-transmédia.
- DSAA Design Numérique.
- DSAA Design Produits.
- DSAA Mode et innovation textile.
- DSAA Métiers d’art.
- Master2 Stratégies du Design.
- Master2 Design Création, Projet, Transdisciplinarité.

## Personnalités liées à l'établissement

### Professeurs
- Henry Arnold (1879-1945), professeur de 1909 à 1940.
- Pierre Bobot (1902-1974), professeur de laque autour de 1955.
- Jacques Camus, professeur en 1924.
- Jean-Christophe Chauzy (né en 1964), de 1990 à 2016.
- Jacques Houplain (1920-2020), professeur d'histoire de l'art à partir de 1952.
- Étienne-Martin (1913-1995), professeur en 1955.
- Jean Monneret (né en 1922), professeur de 1974 à 1985.
- Serge Mouille (1922-1988), élève en 1937, professeur à partir de 1953.
- Antoniucci Volti (1915-1989), professeur en 1950.
- Robert Wlérick (1882-1944), professeur de 1922 à 1943.
- Robert Wogensky (1919-2019), professeur de 1956 à 1985.
- Jacques Zwobada (1900-1967), professeur de 1934 à 1962.
- Roger Plin (1918-1985), professeur de 1951 à 1968.

### Élèves
- Anne Asensio (né en 1962)
- Georges Beuville (1902-1982), illustrateur, peintre de l'Air
- Alain Bonnefoit (né en 1937), 1953-1955
- Catherine Bouroche (né en 1942)
- Ronan Bouroullec (né en 1971), élève en 1989
- Daniel Buren (né en 1938)
- Nathalie Chabrier (née en 1932)
- Étienne Charry (né en 1962), élève en 1981
- Lucien Demouge (1926-2005)
- Djamila Bent Mohamed (1933-2023)
- Malika Doray (née en 1974), auteure et illustratrice jeunesse
- Quentin Dupieux-alias Mr. Oizo (né en 1974)
- Malika Favre (née en 1982), élève en 2001-2004
- Jean-Dominique Fleury (né en 1948)
- Georges Gimel  (1898-1962)
- Jean Giraud-alias Mœbius (1938-2012), 1954-1956
- Michel Gondry (né en 1963), élève en 1981
- Paul Grimault (1905-1994)
- Gérard Hermet (né en 1937), diplômé en 1959
- Chieko Katsumata (née en 1950)
- Gaston Kuypers artiste peintre (1903-1997), élève en 1917
- Manu Larcenet (né en 1969)
- Claude Lazar (né en 1947)
- Jean-Marie Ledannois (1940-2014)
- Frank Margerin (né en 1952), élève en 1968
- Thierry Métroz (né en 1963)
- Jean-Claude Mézières (né en 1938), 1954-1958
- Raymond Moisset (1906-1994), élève dans les années 1920
- Margaux Motin (née en 1978)
- Joseph-André Motte (1925-2013), designer et architecte d'intérieur, diplômé en 1948
- Osanne (née en 1934)
- Adrien Parlange[10] (né en 1983)
- Jean Parthenay (1919-1997), designer, cofondateur de Technès, professeur à l'ENSAAMA
- Claude Pétey (1925-2011)
- Raymond Peynet (1908-1999), élève en 1923
- Georges Pichard (1920-2003), élève dans les années 1930, professeur à l'École supérieure des arts appliqués Duperré
- Jean-Pierre Ploué (né en 1962), directeur du style du Groupe PSA
- Jean-Pierre Pophillat (1937-2020), élève de 1953 à son diplôme en 1957
- Pierre Quidu (1926-2014)
- Bernard Réquichot (1929-1961)
- Éric Ruf (né en 1969)
- Georges Saulterre (né en 1943)
- Henri Sauvard (1880-1973)
- Tony Soulié (né en 1955)
- Roger Tallon (1929-2011)
- Jacques Thiout (1913-1971)
- Jean-Pierre Velly (1943-1990), graveur, prix de Rome 1966
- Le Boys Band de l'Espace, formé en 2019

### Aumônier
- Pierre de Grauw de 1960 à 1980.

## Accès
Ce site est desservi par la station de métro Convention.